# La danza delle lancette
La danza delle lancette è un film del 1936 diretto da Mario Baffico.

## Trama
Un giovane nobiluomo di provincia è un appassionato di auto e motori. Così decide di darsi all'automobilismo e di iscriversi alle Mille Miglia pur contro il parere del genitore, un vecchio padre all'antica. Per un incidente, deve ritirarsi, ma continua a correre. Si fa notare sul circuito di Monza e viene iscritto sotto pseudonimo come riserva al Gran Premio di Tripoli. Il titolare si ritira e lui, sostituitolo, vince la gara. Conquista così anche la mano di una bella ragazza che non ne voleva sapere di lui, considerandolo poco sportivo e convincerà pure il padre a convertirsi al fascino degli autodromi.

## Produzione
Prodotto da Carlo Agostoni per la B.M. di Milano il film ebbe come aiuto regista Alberto Lattuada ad uno dei suoi primi impegni nel mondo del cinema, la pellicola esce nelle sale italiane nel dicembre del 1938.

### Altri tecnici
- Aiuto regia: Alberto Lattuada
- Suono: Giovanni Paris

## Promozione

### Frase pubblicitaria
"Una commedia agile, dinamica, divertente, un appassionante film sportivo".

## Accoglienza

### Critica
Filippo Sacchi nel Corriere della Sera del 18 dicembre 1936 « Chi ideò questo film fu ispirato da due idee felici, prima quella di giovarsi di una trama sportiva e seconda di inserirvi elementi e intermezzi spigliati e leggeri, se non proprio comici, anche se così operando l'abbia resa troppo frammentaria. Perché sia stata smorzata l'ultima parte, rinunciando al sicurissimo effetto della corsa a coppie, qui appena accennata, con il susseguirsi delle connesse emozioni, non s'intende bene. Sono mancati i mezzi, è mancato il tempo? »